# 氮化銦鎵

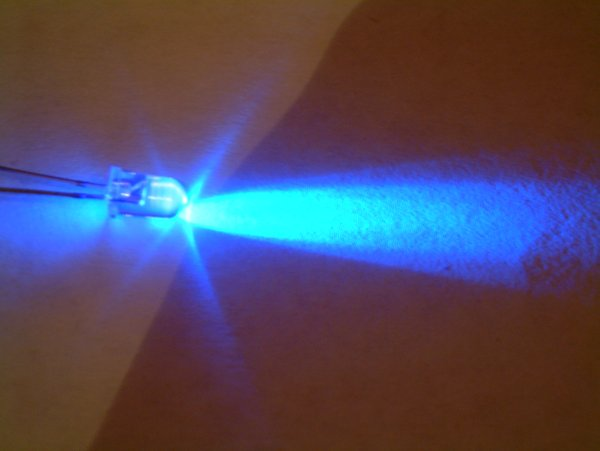
InGaN藍色LED（波長380–405 nm）

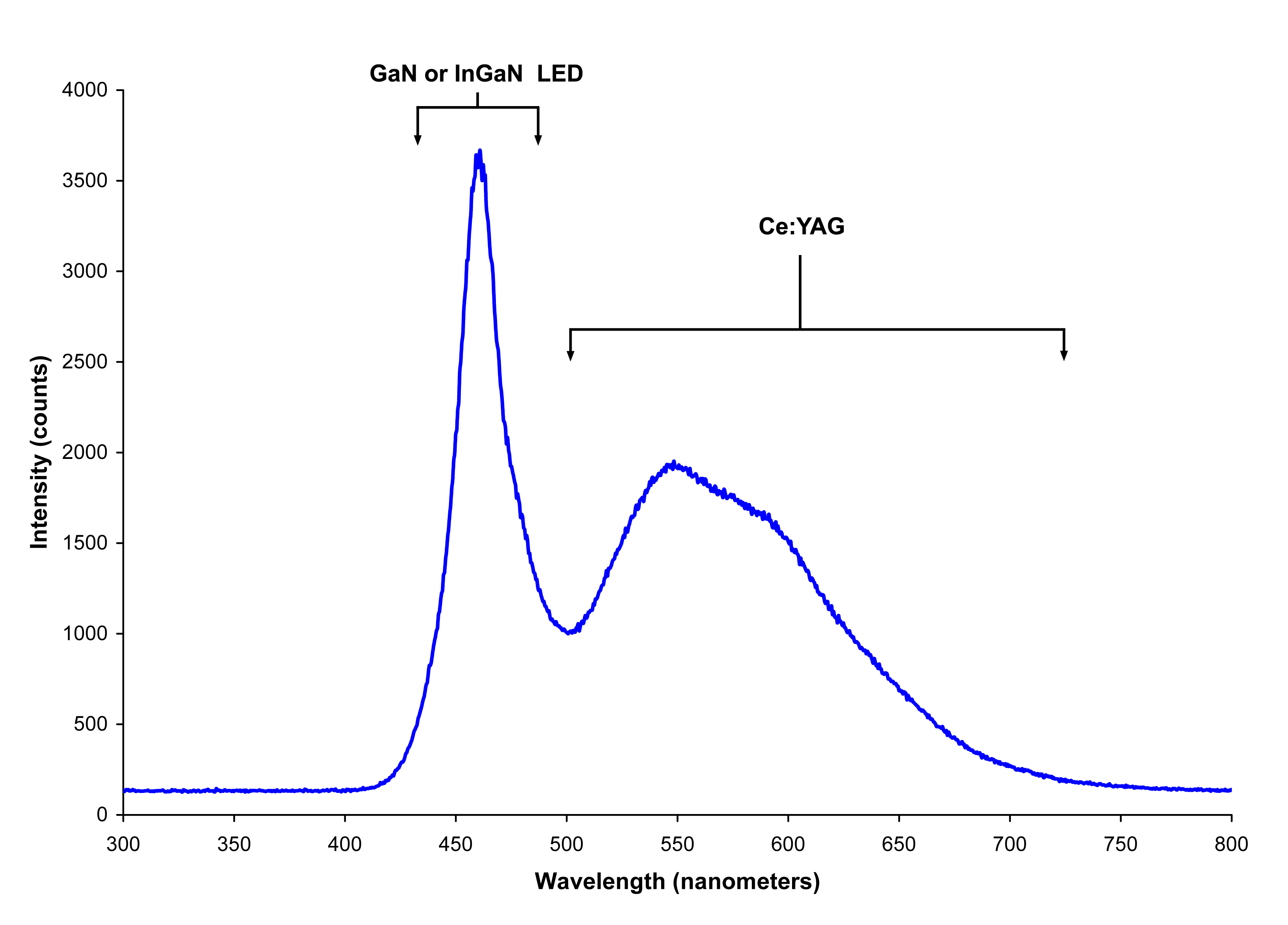
白光LED的光譜，其中有GaN或InGaN以及鈰雜YAG

氮化銦鎵（InGaN, InxGa1−xN）是由氮化鎵和氮化銦混合的半导体，是三元的三五族直接带隙半導體。其能隙可以用調整銦的比例來調整。
InxGa1−xN的直接带隙範圍從InN的紅外線（0.69 eV）到GaN的紫外線（3.4 eV）之間。In/Ga的比例介於0.02/0.98到0.3/0.7之間。

## 應用

### LED
氮化銦鎵是現代藍色或綠色LED的發光層，通常是長晶在GaN緩衝層上，在蓝宝石或碳化硅的透明基板。氮化銦鎵有高熱容量，對游離輻射的靈敏度很低（類似其他三族元素的氮化物），因此適合用作光伏陣列材料，特別是人造衛星的光伏陣列。

### 太陽能電池
因為可以透過調整氮化銦鎵中銦和鎵的比例，在寛範圍下調整能隙，且其頻譜和陽光對應，因此氮化銦鎵適合用在光伏陣列中。此材料對於各層晶格不匹配產生的缺陷較不敏感，因此可以生成不同層，各層有不同的能隙。二層的多結光伏電池，其能隙分別是1.1 eV和1.7 eV，其理論最大效率可以到50%，若沈積多層，且有更廣的能隙範圍，理論上效率有可能可以到70%。

### 量子異質結構
量子異質結構多半是由氮化鎵加上氮化銦鎵主動層製成。氮化銦鎵可以和其他材料結合，例如GaN、氮化鎵鋁，底層是碳化矽、蓝宝石甚至是矽。

### 奈米柱
氮化銦鎵奈米柱是立體結構，和平面LED比較，奈米柱發射表面較大、效率較好，光發射量也比較大。

## 安全性和毒性
有關氮化銦鎵的毒性目前尚未完全研究。其粉末會刺激皮膚、眼睛和肺部。有關氮化銦鎵製備原料（像三甲基铟、三甲基镓和氨）的環境、健康及安全議題以及標準有机金属化学气相沉积法來源的工業衛生監控，目前已有文獻回顧。